# ㅈ
ㅈ是朝鲜语谚文的一个辅音字母，被称为“지읒”，在韩国字母表里排序为第9位。
ㅈ作初声时一般读作清龈颚塞擦音/t͡ɕ/或清齒齦塞擦音/t͡s/。在清音与清音之间，即元音、鼻音、流音与元音之间浊化为浊龈颚塞擦音/d͡ʑ/或浊齒齦塞擦音/d͡z/。作终声时，读作无声除阻的/t̚/。
ㅈ在馬-賴轉寫中，作初声时转写为ch，作终声时转写为t；在文观部式中，作初声时转写为j，作终声时转写为t。
ㅈ在朝鲜语盲文中，作初声时为，作终声时为。其摩尔斯电码为“・－－・”。
朝鲜语不能分辨当时汉语中的齿头音和正齿音，因此在古代表记汉语发音时，齿头音（精母）用左边一划拉长的“ᅎ”表示，正齿音（照母）用右边一划拉长的“ᅐ”表示。

## 字符编码
| 種類                | 種類         | 用途 | Unicode | HTML     |
| ------------------- | ------------ | ---- | ------- | -------- |
| 諺文相容字母        | 諺文相容字母 | ㅈ   | U+3148  | &#12616; |
| 諺文字母 應用       | 初聲         |      | U+110C  | &#4364;  |
| 諺文字母 應用       | 終聲         |      | U+11BD  | &#4541;  |
| 漢陽私人 使用區應用 | 初聲         |      | U+F7E8  | &#63464; |
| 漢陽私人 使用區應用 | 終聲         |      | U+F8E6  | &#63718; |
| 半形字母            | 半形字母     | ﾸ    | U+FFB8  | &#65464; |